# Jiří Závozda
Jiří Závozda (* 7. prosince 1958) je český novinář a vysokoškolský pedagog, v letech 2011 až 2017 člen Rady České televize.

## Život
Vystudoval Fakultu žurnalistiky Univerzity Karlovy v Praze a získal tak titul PhDr.
Pracoval jako zástupce šéfredaktora Lidových novin, později vedl reportérské oddělení Mladé fronty DNES. Od roku 2001 do srpna 2007 působil jako šéf zpravodajství televize Prima, později se vrátil do Lidových novin, kde byl šéfeditorem. Pracoval také jako hlavní editor časopisu Reader's Digest Výběr.
V současnosti se věnuje lektorské činnosti, mediálnímu poradenství a školení. Přednáší na Katedře mediálních studií Fakulty sociálních věd Univerzity Karlovy v Praze a na pražské Metropolitní univerzitě.
V červnu 2011 byl zvolen členem Rady České televize, v červnu 2014 se pak stal jejím místopředsedou. V březnu 2017 se rozhodl obhajovat post člena Rady České televize. V prvním kole volby v červnu 2017 sice neuspěl, ale postoupil do kola druhého. V něm jej však porazil René Kühn, a tak v Radě ČT na konci června 2017 skončil.

## Dílo
- BAŽANT, Jakub; ZÁVOZDA, Jiří. Nebáli se své odvahy. 1. vyd. Praha: Olympia, 2014. 464 s. ISBN 978-80-7376-381-7.